# Wheelman
Wheelman è un videogioco di tipo avventura dinamica sviluppato dai Tigon Studios e pubblicato dalla Ubisoft e Midway Games nel 2009 per le console  PlayStation 3, Xbox 360 e Microsoft Windows.

## Trama
Il protagonista, Milo Burik (un Vin Diesel digitalizzato), è un agente sotto copertura il cui compito è quello di lavorare insieme a una banda di Barcellona progettando il più grande colpo della loro carriera. Egli si rivela essere uno dei più adatti al lavoro.

## Modalità di gioco
Il gioco è ambientato in un open world modellato su Barcellona, pieno di oggetti distruttibili, vicoli, scorciatoie attraverso uffici e con un totale di 31 missioni del racconto e 105 missioni secondarie. Se da un lato la maggior parte delle missioni è orientata alla guida, dall'altro ci sono anche missioni a piedi che sono interpretate in una prospettiva in terza persona. Vi è una vasta gamma di pistole disponibili per il giocatore.
Tra i veicoli utilizzati da Milo Burik nel gioco vi è la Pontiac G8, mostrata nel trailer pubblicato per Wheelman. Dei rapporti indicano anche che l'Opel Astra è un veicolo guidabile. Nella demo, la targa di apertura MRTL KM8T fa riferimento a Mortal Kombat, popolare gioco di combattimento della Midway Games.

## Sviluppo
Il videogioco Wheelman è stato preannunciato a febbraio 2006 dalla Midway Games come il secondo dei tre titoli in una collaborazione tra Midway e MTV Networks. La Midway Games ha collaborato con la Tigon Studios per disegnare il gioco. Dopo diversi ritardi nel corso di circa tre anni, Wheelman è stato pubblicato negli Stati Uniti, Australia e in Europa a partire dal 24 marzo 2009.

## Accoglienza
La rivista Play Generation diede alla versione per PlayStation 3 un punteggio di 79, apprezzando il fatto che fosse immediato, divertente e "caciarone" e con una grande libertà d'azione e come contro la grafica non proprio al massimo e la poca longevità dell'avventura principale, finendo per trovarlo un gioco d'azione piacevole, con tanta libertà e ricco di momenti spettacolari, ma breve e poco curato graficamente.